# Antequera–Granada nagysebességű vasútvonal
Az Antequera–Granada nagysebességű vasútvonal egy kétvágányú, 125,7 km hosszúságú nagysebességű vasútvonal spanyolországban Antequera és Granada között. A vasútvonal 2x25 kV 50 Hz-cel villamosított és két eltérő nyomtávolsággal (1668 mm és 1435 mm) épült. A normál nyomtávolságú pálya kapcsolódik az ország nagysebességű vasúthálózatához, az utolsó 30 km pedig a régi hagyományos vasútvonal.

## Története
2017 decemberében megkezdődtek a tesztek az első vonatokkal az új sínpályákon. 2018. szeptember 25-én az Adif befejezte a biztonsági teszteket. A vasútvonalon 2019. június 26-án indult meg a forgalom.

## Képek

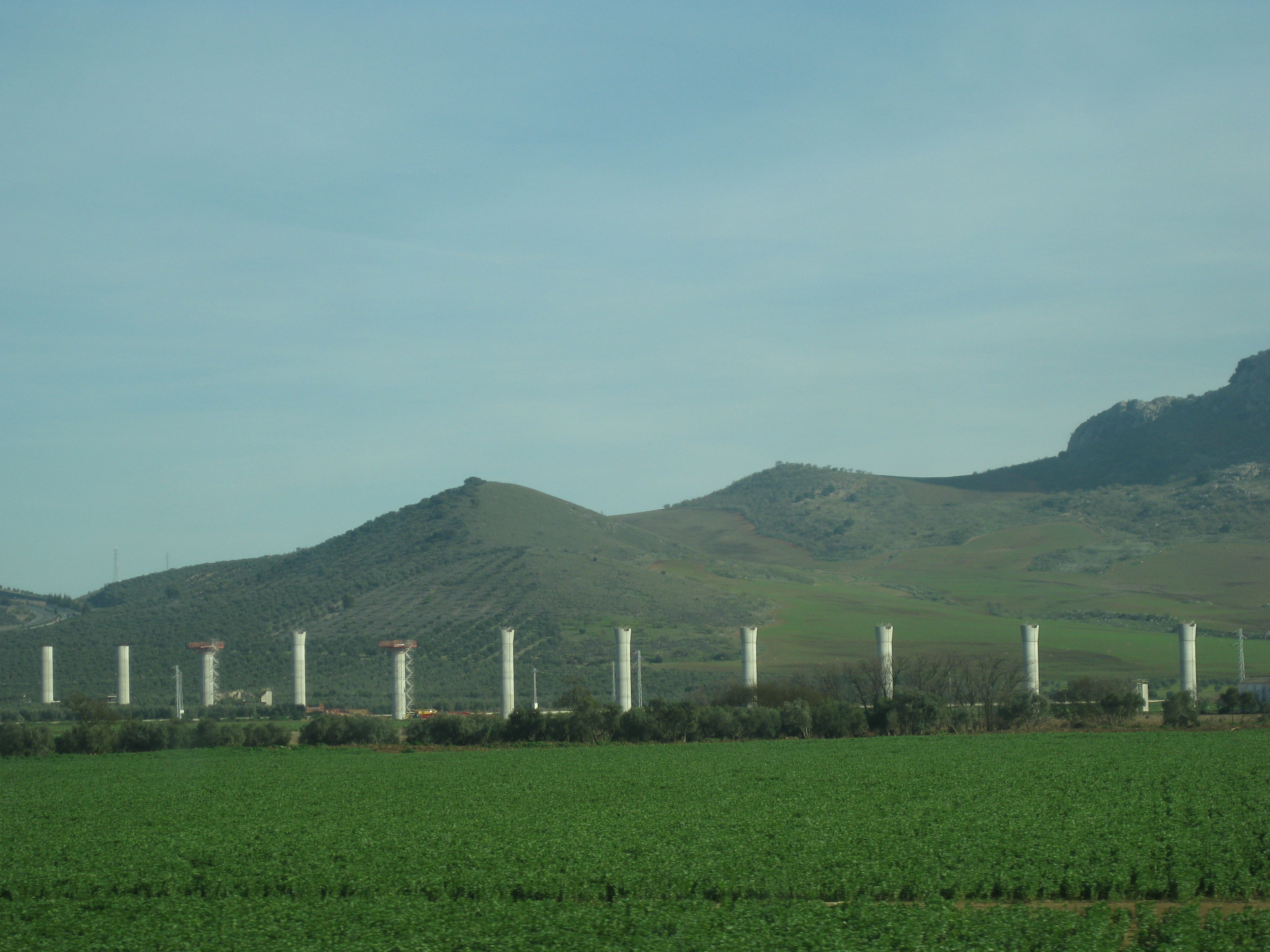
Az épülő vonal 2013-ban
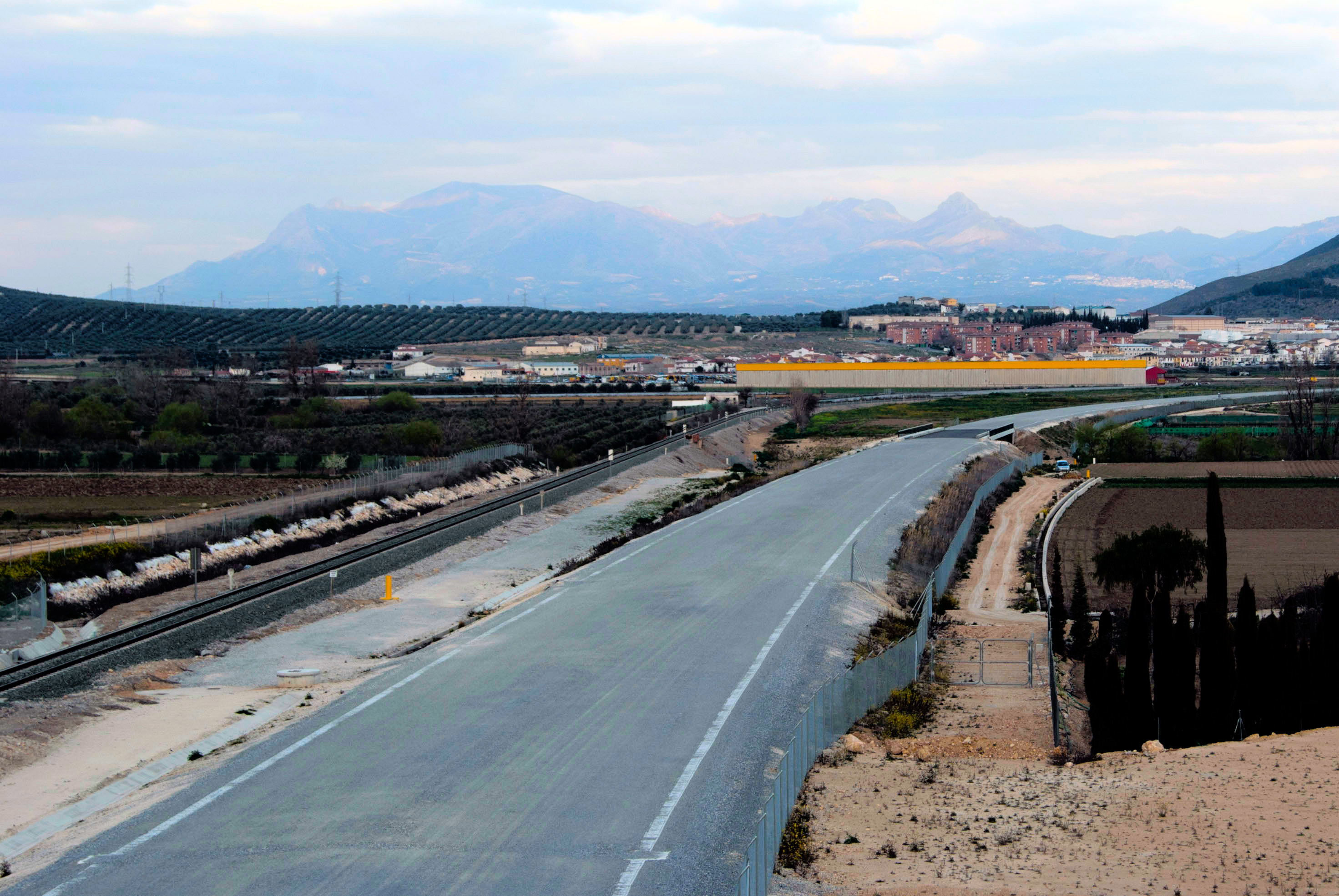
Az épülő pálya Granada közelében